# Ivánkaszentgyörgy
Ivánkaszentgyörgy (horvátul: Ivankovo) falu és község Horvátországban, Vukovár-Szerém megyében. A községhez Perkovce (Prkovci) és Rozsd (Retkovci) települések tartoznak.

## Fekvése
Vukovártól légvonalban 25, közúton 31 km-re nyugatra, Vinkovcétől 9 km-re nyugatra, a Nyugat-Szerémségben, a Zágráb–Vinkovce-vasútvonal mentén fekszik. Földrajzi értelemben a település a Dráva és a Száva folyók közötti síkon, a Diakovári vízválasztó keleti nyúlványának déli oldalán található, amely elválasztja a Vuka-medencét a Bigy és a Báza folyók alkotta medencétől.

## Története
A régészeti leletek tanúsága szerint a település területe az őskortól fogva folyamatosan lakott. A falutól 4,5 km-re délkeletre, a Báza-folyó felett elterülő enyhén hullámos területen, a „Dren” nevű lelőhelyen 2014-ben a Vinkovcei Múzeum munkatársai terepbejárást végeztek, melynek során mintegy ezer vas, bronz, ólom és ezüsttárgy került elő a késő bronzkortól a vaskoron és az ókoron át a középkorig. A leletek közeli fémöntőműhelyre utalnak.
A környezetéből kiemelkedő „Križin stan” lelőhelyen a terepbejárás az újkőkori Sopot kultúra településének maradványait, nagy mennyiségű használati tárgy darabjait, finom és durvább megmunkálású kerámiákat, hálónehezékeket, takácsműhelyben használt csévéket, kőszerszámokat és fegyvereket találtak. Ritka leletként egy spondylus kagylóból készített medál is előkerült. A falutól 2 km-re keletre a Borinac déli lejtőin ugyancsak sok kora vaskori és középkori kerámiatöredék került elő. Ennek a helynek a közelében a Borinačka utcában egy enyhe magaslaton található szántóföldön őskori kerámiákat, feltehetően a Belegiš II kultúra kerámiáit találták.
Ókori leletek kerültek elő a falutól északra fekvő, a falu felé lejtő, enyhén hullámos „Hercegovina” nevű területen, ahol a római téglák és tegulák töredékei egykori „villa rustica” közelségére utalnak. Itt kell megjegyezni, hogy a falu templomépülete alsó részének egy része is római téglákból épült, melyből többen arra a következtetésre jutottak, hogy egy még korábbi román stílusú templom alapjaira épült.
II. András egy 1209-es oklevelében, hatalmas birtokokat adományozott a johannitáknak ezen a vidéken, mely adományt IV. Béla egy 1238-as oklevelével megerősített. A johanniták ezen birtokait Horvátinak és Nagyfalunak nevezték. Horvátit a mai Stari Mikanovcival azonosítják, Nagyfalu helye azonban máig vitatott. A neves horvát történész Josip Bösendorfer felvetette, hogy Nagyfalu a leletek gazdagsága és az írásos források alapján a mai Ivankovóval lehet azonos. Ha feltevése igaz, akkor a települést 1244-ben említik először.
Az Ivánkaszentgyörgy név az 1332 és 1337 között kelt pápai tizedjegyzékben tűnik fel „Iwanka Zegurke”, „Iwankagurge”, „Iwanka zegurge” alakban, de a „Bonakazengurge” és a  „S. Georgius” nevek is rá vonatkoznak. Nevét Szent György vértanú tiszteletére szentelt templomáról kapta. 1389-ben „Iwankasentgeurg”, 1394-ben „Iwankazenthgewr”, 1399-ben „Iwankazenthgyurgh”, 1440-ben és 1453-ban „Iwankazenth Gewrgh” néven említik a korabeli oklevelek. 1488-ban már mezőváros (oppidum). Zsigmond király 1389-ben Garai Miklós nádornak adta, de az már 1390-ben visszaadta a veszprém vármegyei Somlyó váráért cserébe. A király 1394-ben ugyancsak csereként Kórógyi Istvánnak adta. 1440-ben fele része harapkói Bothos András birtoka volt.
Várkastélyát 1453-ban említik először castellumként „Iwanka Zenth Gewrg” néven, melyre vámjával együtt Kórógyi János macsói bán tartotta jogát. 1455-ben másik fele Bothos András lányainak Annának és Margitnak a birtoka. 1472-ben Kórógyi János fiának Gáspárnak halálakor a királyé lett és Mátyás király monoszlói Csupor Miklósnak adta. Az ő halála után 1474-ben Dabasi Péter és testvérei kapták, majd Dabasi fiúutód nélküli halálával 1488-ban királyi adományként vingárti Geréb László, Péter és Mátyás kapták. Később Corvin Jánosé lett, majd 1503-ban Szentpéteri László, 1507-ben pedig a Nagypói és a csömöri Zay család birtoka lett.
A település 1536 körül került török kézre és 150 évi török uralom után 1687-ben szabadult fel. Amikor Katzianer császári tábornagy 1537-ben rövid időre felszabadította Ivánkaszentgyörgyöt, a várat nem sikerült elfoglalnia. A várból érkező török tüzérségi tűz csaknem megsemmisítette haderőit. A 16. század második felében Ivánkaszentgyörgy a Szerémi szandzsák egyik náhije székhelye lett.
Bakics Péter diakovári püspök egy 1702-es okleveléből kiderül, hogy vidéke ekkor már a püspökséghez tartozott, de már 1700 körül megkezdődött az új lakosság tervszerű betelepítése, akik Boszniából, Kordunból és Likából érkezett katolikus menekültek voltak.
1745-től megkezdődött a katonai határőrvidék szervezése. 1753-ban a település a Bródi határőrezred igazgatása alá került. 1800 körül az addigi faházak helyett a katonai parancsnokság engedélyével téglából épült házak épültek. Az itteni határőrök a Habsburg Birodalom minden csataterén harcoltak. 1878-ban megépült a Bród–Vinkovce–Dálya-vasútvonal, mely a postai szolgáltatáshoz hasonlóan az első világháború végéig magyar állami tulajdonban volt. 1873-ban megszüntették a katonai igazgatást és 1881-ben a polgári Horvátországhoz csatolták.
A településnek 1857-ben 1901, 1910-ben 2818 lakosa volt. Szerém vármegye Vinkovcei járásához tartozott. Az 1910-es népszámlálás adatai szerint lakosságának 73%-a horvát, 17%-a német, 6%-a magyar és 1%-a szerb anyanyelvű volt. A település az első világháború után az új szerb-horvát-szlovén állam, majd később (1929-ben) Jugoszlávia része lett.
1991-ben lakosságának 98%-a horvát nemzetiségű volt. 1991-től a független Horvátország része. A településnek 2011-ben 6194, a községnek összesen 8006 lakosa volt.

## Népessége
| Lakosság változása | Lakosság változása | Lakosság változása | Lakosság változása | Lakosság változása | Lakosság változása | Lakosság változása | Lakosság változása | Lakosság változása | Lakosság változása | Lakosság változása | Lakosság változása | Lakosság változása | Lakosság változása | Lakosság változása | Lakosság változása |
| ------------------ | ------------------ | ------------------ | ------------------ | ------------------ | ------------------ | ------------------ | ------------------ | ------------------ | ------------------ | ------------------ | ------------------ | ------------------ | ------------------ | ------------------ | ------------------ |
| 1857               | 1869               | 1880               | 1890               | 1900               | 1910               | 1921               | 1931               | 1948               | 1953               | 1961               | 1971               | 1981               | 1991               | 2001               | 2011               |
| 1.901              | 2.478              | 2.305              | 2.679              | 2.738              | 2.818              | 2.641              | 3.104              | 3.201              | 3.620              | 4.633              | 5.284              | 5.806              | 6.354              | 6.695              | 6.194              |

## Gazdaság
A településen hagyományosan a mezőgazdaság és az állattartás képezi a megélhetés alapját.

## Nevezetességei
- Keresztelő Szent János tiszteletére szentelt római katolikus temploma középkori eredetű.[7] Egyhajós épület sokszögű szentéllyel. Legrégibb részei gótikus stílusban épültek, de a szakemberek megállapítása szerint a falak alsó része részben római téglákból épült. Ez alapján feltételezik, hogy előtte egy kora román stílusú templom állt a helyén. A gótikus templomból maradtak fenn az északi és déli oldal, valamint az apszis támpillérei. A gótikus templomnak keskeny, hosszúkás ablakai, a nagyméretű déli kapuzata és az északi oldalon sekrestyéje volt. A templomot a 18. században bővítették és barokk stílusban építették át. Ekkor a gótikus ablakokat barokkra falazták át, szélesítették, a portált kisebbre vették. A 19. században neogótikus átépítés történt. Ekkor alakították ki a mai ablakokat, a tornyot és a sekrestyét. A templombelsőt teljesen barokkizálták, kerámialapokkal és kővel burkolták, a hajóba pedig benyúló kórust építettek. Mechanikus, tízregiszteres, pedálos orgonáját a 19. század közepén építették valószínűleg Johann Pumpp eszéki műhelyében. Az orgonaszekrény világoskékre festett, márványozott, aranyozott és ezüstözött angyalfigurák díszítik.
- A templom melletti magaslaton, a „Gorjani” lelőhelyen 2006-ban földmunkák során középkori kerámiák és 55 csontváz került elő, közülük sok a ruhaviselet és ékszerek maradványaival. A leleteket a szakemberek a 14. és 18. század közötti időszakra keltezték.[8]
- A középkori vár csekély maradványai[9] a falu déli részén, a Grac utcában találhatók. Első írásos említése 1453-ban történt, tehát nem sokkal azelőtt épülhetett. A négyszög alaprajzú síkvidéki várak közé tartozott. A 15. század végén a reneszánsz átépítés során az ágyútűz elleni védelem miatt négyszögletes ágyútornyokkal erősítették meg. A műholdas képek az erőd négyzet alaprajzát mutatják, melynek mérete mintegy 50-szer 50 méter. Az is látható, hogy két koncentrikus, vízzel megtöltött várárok vette körül. Sajnos nincs adatunk arról, miből épült, csak feltételezhető, hogy fából és földből készült. Régészeti kutatását és állagmegóvási munkálatait a 2018–19-es évekre tervezték.

## Kultúra
- KUD „Ivan Goran Kovačić” kulturális és művészeti egyesület. Az egyesületet 1963-ban helyi fiatalok egy csoportja az „August Cesarec” Általános Iskola tanáraival együttműködésben alapította azzal a céllal, hogy ápolja és megőrizze a tradicionális kultúrát és a folklórt, ezzel egyidejűleg gazdagítsa az iskolán kívüli tevékenységek kínálatát. Az egyesület tagjai sikerrel lépnek fel a környező területeken zajló fesztiválokon, közös rendezvényeken. Jelenleg a községben nincs jelentős esemény az egyesület színes népviselete és tamburazenekarának hangja nélkül.
- KUD „Seljačka sloga” kulturális és művészeti egyesület. 1936-ban alapították.
- „Sve se čaje okupiše” fesztivál, melyet 1999 óta rendez meg a KUD „Ivan Goran Kovačić” kulturális és művészeti egyesület. A teán kívül a programban kulturális és művészeti társaságok, énekkarok, tambura együttesek, horvátországi és külföldi tradicionális hangszeres zenészek is részt vesznek. Napjainkra az esemény újjáélesztette a tea ősi szerepét az esküvői szokásokban, így Szlavóniában manapság szinte nincs is esküvő tea nélkül.
- A szlavón-szerémségi sokác kalapok („šokačkih kapa”) készítésének mestersége egy nagyon fontos hagyomány. A kalap a térségben élő emberek, a šokcik szimbóluma. A kalap készítésének utolsó képzett iparművésze az ivánkaszentgyörgyi Stanko Ištoković (szül. 1937), akinek mesterségét csak unokája, Antonija Ištoković folytatja. A kalapkészítés a térség régi hagyományos mesterségeinek egyike, amely a múltban ezen a területen nagyon jelentős volt, de napjainkban már eltűnőben van.[10]

## Oktatás
- Az első helyi iskola 1764-ben kezdte meg működését, első tanítója Josephus Molyi (Josip Molyi) volt. Szolgálata alatt 31 diák tanult az iskolában, a tanító pedig németül tanította őket. A legnagyobb probléma az iskola épületével volt, az órákat ugyanis egy régi, leromlott magánházban tartották. Később helyiek vették át a tanári pozíciókat, közülük is említésre méltó Nikola Iščić, aki 1787-ig szolgált első helyi tanárként. Ezen év után az iskolát bezárták, és az iskola 42 évig nem működött. Az iskola újbóli megnyitásának előkészítése csak 1825-ben indult meg. Az új iskolát végül 1830. november 1-jén nyitották meg. Az új iskolában minden gyermeket fogadtak, nemcsak a gazdagabb szülők gyermekeit. Az első tanár az új iskolában a vukovári Josip Minjanović volt. 1878-ban a fiúk és a lányok külön tantermeit két vegyes osztállyá egyesítették egy tanárral. 1961-ben született meg az a döntés, hogy az iskolát August Cesarec Általános Iskolának nevezik el. Az akkori iskola tíz osztályteremmel és 734 tanulóval rendelkezett. 1962–63-ban az iskolát földrengés sújtotta, amely alkalmatlanná tette a tanításra, ezután kezdődött az új iskola építéséhez szükséges adománygyűjtés. Az új iskolaépületben az első munkanap 1976. szeptember 7-én kezdődött, az oktatásban 973 tanuló vett részt. 1998-ban az iskolát felújították, a 2000/2001-es időszakban átalakításokat hajtottak végre. Az iskolában 13 tanterem, 6 szaktanterem és tornacsarnok található, valamint könyvtára és olvasóterme van.
- „Radosno djetinjstvo” óvoda

## Sport
- RK „Cestorad” kézilabdaklub
- NK „Bedem” labdarúgóklub
- ŽNK „Ivankovo” női labdarúgóklub
- ŽOK „Mladost” női röplabdaklub
- ŽRK „Ivankovo” női kézilabdaklub
- ŠBK „Ivankovo” bocsaklub
- KK „Max” Ivankovo karateklub
- ŠK Ivankovo sakk-klub
- ŠRU „Klenić” sporthorgászklub

## Egyesületek
- DVD Ivankovo önkéntes tűzoltó egyesület
- „Fazan” vadásztársaság
- A Honvédő háborúban elesettek szüleinek egyesülete
- A Honvédő háború horvát önkénteseinek és veteránjainak egyesülete
- Radić testvérek egyesület
- „Istina i mir” Szövetség az emberi értékek előmozdításáért
- „Prekopruge” egyesület
- Ivankovói tavasz nyugdíjas egyesület